# Sonny Burke
Pour les articles homonymes, voir Burke.
Sonny Burke est un compositeur et acteur américain né le 22 mars 1914 à Scranton, Pennsylvanie (États-Unis), décédé le 31 mai 1980 à Santa Monica (États-Unis).

## Filmographie

### comme compositeur
- 1949 : Somewhere in Politics (en) : Reggie Smart
- 1956 : Rock, Pretty Baby (en)
- 1962 : Hand of Death
- 1962 : Charley Angelo (TV)
- 1967 : La Sœur volante ("The Flying Nun") (série TV)

### comme acteur
- 1948 : Holidays with Pay (en) de John E. Blakeley (en) : Michael Sandford